# Teoria dos crivos
Teoria dos crivos são conjuntos de técnicas gerais dentro da teoria dos números, criadas para contar ou estimar o tamanho de um conjunto de números inteiros. O exemplo primordial de um conjunto crivado (ou peneirado, pois crivo significa peneira) é o do conjunto dos números primos menores ou iguais a x. Ainda neste exemplo primordial o método mais difundido é o do crivo de Eratóstenes, ou de um modo mais geral, o crivo de Legendre. Um ataque direto sobre o conjunto dos números primos usando estes métodos mostra obstáculos aparentemente insuperáveis, em acumulação de términos de erros durante o percurso. 
Um resultado exitoso é a aproximação de um conjunto peneirado em específico (por exemplo, o conjunto de números primos) por outro conjunto simples (por exemplo, o conjunto dos números quasi-primos), que geralmente é um tanto maior que o conjunto original e mais fácil de analisar. Crivos mais sofisticados não trabalham diretamente com o conjunto em si, sendo que são contados de acordo com funções de peso cuidadosamente escolhidas para o conjunto.

## Tipos de crivos
Entre os crivos modernos encontram-se o crivo de Brun, o crivo de Selberg e o método do grande crivo. Um dos objetivos gerais da teoria dos crivos era o de desobscurecer as conjecturas em teoria de números, tais como a conjectura dos números primos gêmeos. Ainda que estes objetivos originais não tenham-se logrado, foram obtidos alguns êxitos parciais, especialmente em combinação com outras ferramentas de teoria dos números. Alguns destaque são:
1. Teorema de Brun, afirma que a soma dos inversos dos números primos gêmeos converge (em contraste à soma dos inversos dos números primos, que diverge).
2. Teorema de Chen, nos diz que existem infinitos números primos p tais que p+2 é primo ou semiprimo (que é o produto de dois primos). Este teorema está muito relacionado ao teorema que diz que todo número par suficientemente grande é a soma de dos primos ou um primo e um semiprimo e de certa forma à conjectura de Goldbach.
3. Lema fundamental da teoria dos crivos, afirma (de uma modo aproximado) que se um conjunto de N números está sendo crivado, então pode-se estimar o números de elementos restantes depois de {\displaystyle N^{\epsilon }} iterações para n suficientemente pequeno (frações até 1/10 são típicas aqui). Este lema resulta por geral demasiado débil para crivar primos (algo que pelo geral requer {\displaystyle N^{1/2}} iterações), pode ser o suficiente para obter resultados concernentes aos números quasi-primos.
4. Teorema de Friedlander–Iwaniec, afirma que existem infinitos números primos da forma {\displaystyle a^{2}+b^{4}}.

## Métodos e técnicas
As técnicas de teoria dos crivos podem ser muito poderosas, pelo que parece ser limitadas por um problema chamado paridade, este problema assegura que dado um conjunto cujos elementos são todos produtos de um número par (ou impar) de fatores primos, os métodos de teoria dos crivos não estão em condições para dar comportamentos assintóticos não triviais, do referido conjunto.
Comparado com outros métodos em teoria de números, a teoria dos crivos é comparativamente elemental, no sentido de que não é necessário requerer conceitos sofisticados, bem sejam de teoria algébrica dos números ou teoria analítica dos números. Sem embargo nos mais avançadas crivos podem ser muito delicadas e intrigadoras (especialmente quando combina técnicas de teoria de números) e muitos textos da teoria de números tenham-se dedicado a este subcampo.